# Návrat z žitného pole
Návrat z žitného pole je novela českého spisovatele Ladislava Fukse. Poprvé vyšla v roce 1974. Dílo je zasazeno do období po únoru 1948. Hlavním tématem je otázka emigrace. Dílo mělo čtenáře upozornit a seznámit se všemi úskalími emigrace. Můžeme tedy dílo označit za antiemigrační. Fuks zasadil dílo do vesnického prostředí, což je pro jeho styl tvorby nezvyklé.

## Děj
Kniha je rozdělena do deseti kapitol. První tři kapitoly se odehrávají v Praze. Zbylé jsou zasazeny do vesnice Vrůbek a okolí.
Dílo je zasazeno do období po únoru 1948. Mladý student filozofie Jan Bárta se s kamarádem Mirkem dohodnou na útěku do Švýcarska, jelikož se v této nové době bojí o svou budoucnost. Jan se rozhodne před svým odjezdem naposledy navštívit rodnou vesničku a rozloučit se s rodiči a bratrem Štěpánem. Po příjezdu do Vrůbek se dovídá, že do zdejšího rybníka znovu zavítal hastrman. To však není nejzajímavější vrůbecká událost. Ve vesnici se bude konat velká schůze u Bobšů, ve které tajemník rozhodne, zda tři místní sedláci jsou kulaci či nikoliv. Jan mezitím podniká různé vycházky po Vrůbkách i okolí a naráží na staré známé. Setká se i s novou mladou učitelkou Pertlovou, která bydlí ve vedlejší vesnici, a ihned k ní zahoří zvláštní náklonností. Nakonec nadejde den schůze. Tajemník kupodivu oznámí, že ve vesnici není žádný kulak a přijímá všechny připomínky na zlepšení života ve vesnici. Hlavní protagonista však stále přemýšlí o emigraci. Svěří se proto Štěpánovi, který jeho rozhodnutí respektuje. Jan chce ještě před odjezdem projít každou cestu Vrůbek a okolí. Právě na jedné vycházce narazí na dědu, který se podezřele podobá zmiňovanému hastrmanovi. Nakonec se rozhodne naposledy navštívit Pertlovou ve Zvěneřově. Ve vesnici zrovna probíhá stavba mládeže. Potká zde kamaráda. Ten ho provede po stavbě a u toho mu vypravuje o průběhu stavby. Nakonec ho zavede za Pertlovou. Tématem jejich schůzky se však nečekaně stane emigrace a Jan málem prozradí svůj plán na útěk. Připozdívá se, a tak ho Pertlová pozve k sobě domů. Cestou však potkají pana Nikolaidese (pražský soused Jana), který Janovi přiznává, že mu lhal o své manželce. Nedokázal přijmout její smrt, tak před svými sousedy v Praze předstíral, že žije ve Zvěneřově (v té době zde navštěvoval její hrob). Po tomto rozhovoru se všichni rozloučí a Jan jde domů. Nastane den odjezdu. V tento den ho přijdou navštívit kamarádi i Pertlová, aniž by věděli o jeho odjezdu. Jan se nakonec rozhodne, že rodný kraj neopustí.

## Hlavní postavy
Hlavní postavou je dvacetiletý student filosofie Jan Bárta. Jan je introvertní, přemýšlivý, nedůvěřivý, snadno zranitelný a citlivý typ, spíše samotářský. Tyto charakterové rysy jsou typické pro Fuksovu tvorbu. Jan se však od ostatních protagonistů Fuksovy tvorby liší tím, že je to chlapec pocházející z vesnice (ostatní postavy, z předchozí tvorby, jsou z města). Právě rodná vesnice hraje v jeho rozhodování velkou roli.
Jan má nejlepšího kamaráda Mirka (pochází ze zámožné lékařské rodiny). Tato postava může působit různě, záleží jen na čtenáři, jak k ní bude přistupovat. Pokud je zastáncem režimu, pak je Mirek pokušitel, který se snaží Jana svést k nekalým činům (emigrace). Z dnešního pohledu na něj je možné pohlížet jako na mladíka, který se bojí o svou svobodu, budoucnost a možná touží i po dobrodružství („zakázané“ vycestování).

## Interpretace
Největšího rozdílu, oproti předchozí autorově tvorbě, si můžeme povšimnout ve výstavbě fikčního světa. Ve tvorbě šedesátých let se prolínal duševní a citový život protagonisty s historickými událostmi. V tomto díle se však na dějinné události (únor 1948) díváme zpětně a nepodílejí se na výstavbě fikčního světa. Události února 1948 nemají nějak velký vliv na osobní život protagonisty. Slouží pouze jako pozadí pro zklamání z první lásky. V díle také schází gradace napětí a hrůzy, kterou nalezneme v předchozí tvorbě. V díle se nenalézá žádná skrytá agresi, násilí či konflikt. Většina postav je plná optimismu a dobroty, někdy tyto postavy působí uměle až nevěrohodně (Pertlová vysvětluje nevýhody odchodu do emigrace – působí jako by to bylo opsané z komunistických brožur, které varují před odchodem do emigrace). Zpočátku se setkáváme s Mirkem, zlatníkem a paní radovou, kteří se snaží Jana přesvědčit o pochmurné budoucnosti bez zlata, luxusu a bez uplatnění inteligence. Jan poté vede různé dialogy s Pertlovou, údajným vodníkem, polským profesorem a panem Nikolaidesem a ty ho nutí se znovu zamyslet nad jeho rozhodnutím emigrovat. Postava údajného vodníka nenahání Janovi strach, spíše ho poučuje o nové době. Nakonec se Jan rozhodne neopustit svoji rodnou zem, právě kvůli ní samotné, kvůli lásce k ní.
Celé dílo je zaměřeno na přesvědčení nejen hlavního protagonisty, ale i čtenáře, o škodlivosti odchodu do ciziny a výhodách nastupujícího režimu. Hlavním hybatelem je návštěva stavby mládeže, kde pracují i brigádníci ze Ženevy. Hlavní protagonista si tak uvědomuje, že i mladí lidé ze země, kam chce odejít, přikládají pomocnou ruku při budování socialismu. 
Dalším příkladem dobroty v díle je postava tajemníka, který nepřijel zlikvidovat pracující s větší výměrou, ale přijel jim sdělit, že se v jejich vesnici žádní kulaci vlastně nevyskytují. Naopak tito lidé jsou pouze udření prací.
V díle se objevuje i náznak motivu milostného příběhu mezi mužem a ženou (Bárta a Pertlová). Tento motiv se objevuje z celé Fuksovy tvorby pouze v tomto díle. Důležitým motivem prostupujícím celým dílem je cesta. Poprvé se tento motiv vztahuje k dějinným událostem, kdy po únoru 1948 stojíme uprostřed načatých cest. To v Janovi vzbuzuje strach a tíseň a hledá z těchto pocitů východisko, což je znovu cesta, nyní v podobě emigrace. Mirek cestu do zahraničí vidí jako krásnou a poklidnou. Poté, co si přiťuknou na šťastnou cestu, si Jan všimne obrazu, kde jsou tuláci jdoucí po blátivé cestě. Obraz symbolizuje osud, který by Jana čekal, pokud by se rozhodl odejít. Když se Jan vrátí do své rodné vesnice, prochází se po starých známých cestách, které jsou krásné a plné života. Naposledy se motiv cesty objevuje v samotném závěru, symbolizuje cestu životem.

## Přijetí díla
Dílo bylo kritizováno z více důvodů. Prvním problémem byl způsob podání dějinných událostí, jelikož sloužily pouze jako kulisy osobní krize protagonisty. Dále byla kritizována proměna hrdiny, která nebyla dostatečně motivovaná, protože se odehrává především v rovině psychické. Dle kritiku není uvědomění hrdiny dostatečné. Jediný Václav Falada se liší od ostatních normalizačních kritiků. Namítá, že moment zvratu je v novele pečlivě psychologicky připraven a je nenásilný, proto je schopen čtenáře přesvědčit. Kritika vnímala, že se Fuks snaží vyhovět normám normalizační prózy, ale zároveň mu nemohla odpustit tvorbu šedesátých let a počátek let sedmdesátých.
Pohledy na dílo po pádu železné opony jsou dosti odlišné. Jan Halas pohlíží na dílo jako na parodii na požadavky socialistické literatury a jako na výsměch normalizačním kritikům. Motiv parodie však můžeme nalézt pouze ve spojení s koníkem Fuksem (jméno Fuks či Fuksa bylo v té době běžné pojmenování selského koně a kobyly). Koník na všechno pouze bezmyšlenkovitě kýve hlavou a nechá sebou manipulovat bez vlastní vůle (podobně jako Fuks v té době). Marie Mravcová také o této novele takto uvažovala, ale nakonec tuto hypotézu vyloučila. Domnívá se, že člověk, který je závislý na udržení kontaktů s oficiální literární scénou, nepíše parodie. Tím by se totiž mohl vystavit odhalení.
K románu se také vyjádřil Josef Škvorecký v eseji Dobrý člověk v nedobré době. Škvorecký se Fukse ve své eseji zastává. Poukazuje na to, že psát o únoru 1948 v Československu nebo v exilu je naprosto odlišné. Ve své eseji poukazuje na úplnou absenci zlých lidí a na pohádkové motivy (hastrman – kritizuje feudální robotu, díky tomu Jan završuje své prozření). K této eseji se roku 1976 svérázně vyjádřil sám Fuks v Literárním měsíčníku textem Zamyšlení nad morálkou, knihami a naší současností. Tento článek krásně ukazuje na absurditu tehdejší doby, kdy normalizovaný autor se musí zastávat oficiální domácí kritiky a rázně odmítnout pochvalu emigranta.